# Un Mechón de Pelo (album)
 (avril 2024).
La mise en forme du texte ne suit pas les recommandations de Wikipédia : il faut le « wikifier ».
Les points d'amélioration suivants sont les cas les plus fréquents. Le détail des points à revoir est peut-être précisé sur la page de discussion.
- Les titres sont pré-formatés par le logiciel. Ils ne sont ni en capitales, ni en gras.
- Le texte ne doit pas être écrit en capitales (les noms de famille non plus), ni en gras, ni en italique, ni en « petit »…
- Le gras n'est utilisé que pour surligner le titre de l'article dans l'introduction, une seule fois.
- L'italique est rarement utilisé : mots en langue étrangère, titres d'œuvres, noms de bateaux, etc.
- Les citations ne sont pas en italique mais en corps de texte normal. Elles sont entourées par des guillemets français : « et ».
- Les listes à puces sont à éviter, des paragraphes rédigés étant largement préférés. Les tableaux sont à réserver à la présentation de données structurées (résultats, etc.).
- Les appels de note de bas de page (petits chiffres en exposant, introduits par l'outil «  Source ») sont à placer entre la fin de phrase et le point final[comme ça].
- Les liens internes (vers d'autres articles de Wikipédia) sont à choisir avec parcimonie. Créez des liens vers des articles approfondissant le sujet. Les termes génériques sans rapport avec le sujet sont à éviter, ainsi que les répétitions de liens vers un même terme.
- Les liens externes sont à placer uniquement dans une section « Liens externes », à la fin de l'article. Ces liens sont à choisir avec parcimonie suivant les règles définies. Si un lien sert de source à l'article, son insertion dans le texte est à faire par les notes de bas de page.
- La présentation des références doit suivre les conventions bibliographiques. Il est recommandé d'utiliser les modèles {{Ouvrage}}, {{Chapitre}}, {{Article}}, {{Lien web}} et/ou {{Bibliographie}}. Le mode d'édition visuel peut mettre en forme automatiquement les références.
- Insérer une infobox (cadre d'informations à droite) n'est pas obligatoire pour parachever la mise en page.

Pour une aide détaillée, merci de consulter Aide:Wikification.
Si vous pensez que ces points ont été résolus, vous pouvez retirer ce bandeau et améliorer la mise en forme d'un autre article.
Albums de Martina Stoessel
Cupido (album)
(2023)
Singles
1. pa
Sortie : 1 avril 2024
2. posta
Sortie : 4 avril 2024
3. Buenos Aires
Sortie : 9 avril 2024

Un Mechón de Pelo est le cinquième album studio de la chanteuse argentine Tini, sorti le 11 avril 2024 par 5020 Records et Sony Music Latin. Tini a co-écrit toutes les chansons de l'album. C'est son premier album à ne contenir aucun long métrage ni collaboration.
Tini a conçu l'album peu de temps après avoir terminé l'album Cupido ( et a continué à le développer lors de sa troisième tournée Tini Tour. Le genre de cet album est de la pop alternative, de musique électronique, de rock en espagnol et de R&B latin. Inspiré par ses luttes personnelles, il a été décrit comme le disque le plus personnel de Tini jusqu'à présent, avec son contenu lyrique réfléchissant sur la vulnérabilité, la douleur, la résilience, le renouveau et la croissance.
Trois singles sont sortis d' Un Mechón de Pelo. Pa, le 1er avril 2024 en tant que premier single de l'album. Posta et Buenos Aires sont sortis respectivement comme deuxième et troisième singles de l'album.

## Contexte
En mars 2023, Tini a révélé qu'elle travaillait sur un nouvel album. Dans une interview en novembre 2023, Tini a révélé que les luttes personnelles qu'elle a rencontrées au cours des dernières années avaient principalement influencé son nouvel album. Elle a déclaré qu'elle souhaitait « s'ouvrir » au public via l'album, qui, selon elle, marquerait une rupture sonore par rapport au son de sa musique précédente. En février 2024, Tini a remporté le prix Premio Lo Nuestro de l'album urbain/pop de l'année pour Cupido ; dans son discours de remerciement, elle a révélé que son prochain projet musical était imminent et qu'elle "n'aurait jamais imaginé" qu'elle "aurait [osé]" réaliser.
Tini a bloqué ses réseaux sociaux le 15 mars 2024 et a partagé une photo d'un sol rempli de mèches de cheveux coupés sur Instagram.
Elle publie par la suite des clichés d'une séance photo dans une salle de bain,,. Le 23 mars, elle a présenté en avant-première de la nouvelle musique. Le 26 mars 2024, elle a annoncé son cinquième album studio, intitulé Un Mechón de Pelo, et sa date de sortie via ses réseaux sociaux. L'annonce était accompagnée d'une image promotionnelle d'elle se regardant dans le miroir.

## Sortie et promotion
Un Mechón de Pelo est sorti le 11 avril 2024 sous les labels 5020 Records et Sony Music Latin,. À la suite de son annonce, une bande-annonce de l'album a été diffusée sur ses réseaux sociaux le 27 mars 2024 montrant Tini sanglotant doucement pendant qu'elle se coupe les cheveux, avec une voix off de ses réflexions sur les thèmes de la santé mentale. La pochette et la liste des chansons de l'album ont été dévoilées le lendemain. Le même jour, l'album était disponible en précommande.

### Singles
Pa est sorti le 1er avril 2024.
Posta est sorti le 4 avril 2024.
Buenos Aires est sorti le 9 avril 2024.

## Liste des pistes
Tous les morceaux sont écrits par Martina Stoessel, Andrés Torres et Mauricio Rengifo.
| Un Mechón de Pelo track listing | Un Mechón de Pelo track listing | Un Mechón de Pelo track listing       | Un Mechón de Pelo track listing | Un Mechón de Pelo track listing | Un Mechón de Pelo track listing | Un Mechón de Pelo track listing | Un Mechón de Pelo track listing | Un Mechón de Pelo track listing | Un Mechón de Pelo track listing |
| No                              | Titre                           | Producer(s)                           | Durée                           |                                 |                                 |                                 |                                 |                                 |                                 |
| ------------------------------- | ------------------------------- | ------------------------------------- | ------------------------------- | ------------------------------- | ------------------------------- | ------------------------------- | ------------------------------- | ------------------------------- | ------------------------------- |
| 1.                              | Pa                              |                                       | 3:10                            |                                 |                                 |                                 |                                 |                                 |                                 |
| 2.                              | Posta                           |                                       | 2:01                            |                                 |                                 |                                 |                                 |                                 |                                 |
| 3.                              | Miedo                           |                                       | 3:05                            |                                 |                                 |                                 |                                 |                                 |                                 |
| 4.                              | Ni de Ti                        |                                       | 2:34                            |                                 |                                 |                                 |                                 |                                 |                                 |
| 5.                              | Ángel                           |                                       | 3:46                            |                                 |                                 |                                 |                                 |                                 |                                 |
| 6.                              | Buenos Aires                    |                                       | 3:23                            |                                 |                                 |                                 |                                 |                                 |                                 |
| 7.                              | Tinta 90                        |                                       | 2:46                            |                                 |                                 |                                 |                                 |                                 |                                 |
| 8.                              | Ellas                           | - Torres - Rengifo - Felipe Contreras | 1:47                            |                                 |                                 |                                 |                                 |                                 |                                 |
| 9.                              | Bien                            |                                       | 2:52                            |                                 |                                 |                                 |                                 |                                 |                                 |
| 10.                             | Me Voy                          | Zecca                                 | 2:20                            |                                 |                                 |                                 |                                 |                                 |                                 |
| 28:00                           |                                 |                                       |                                 |                                 |                                 |                                 |                                 |                                 |                                 |

## Personnel
- Martina Stoessel – chant principal, chant de fond
- Andrés Torres – claviers, guitare, programmation, ingénierie
- Mauricio Rengifo – chant de fond, claviers, programmation, ingénierie
- Tom Norris – mixage
- Lewis Pickett – mixage
- Francisco Zecca – ingénierie
- Camilo Zeea – ingénierie

## Historique de la diffusion
| Région     | Date          | Format(s)                    | Label                      | Ref.   |
| ---------- | ------------- | ---------------------------- | -------------------------- | ------ |
| Various    | 11 avril 2024 | - Téléchargement - Streaming | - 5020 Record - Sony Latin | [ 10 ] |
| États-Unis | 11 avril 2024 | LP                           | - 5020 Record - Sony Latin | [ 11 ] |